# Temporada de patos
Temporada de patos es una película mexicana estrenada en 2004, escrita y dirigida por Fernando Eimbcke. Ganadora del premio a mejor largometraje mexicano en los Premios Mayahuel y del premio Fipresci por mejor película mexicana. Ganadora del Premio Ariel en 2005 a mejor película, mejor director, guion original, entre otros.

## Elenco
- Enrique Arreola: Ulises
- Diego Cataño: Moko
- Daniel Miranda: Flama
- Danny Perea: Rita
- Carolina Politi: Madre de Flama

## Sinopsis
Dos adolescentes de la Unidad Habitacional Tlatelolco de la Ciudad de México se preparan para pasar un domingo solos en un departamento con sus juegos de video, cómics y una pizza. Debido a un corte en la energía eléctrica, sus planes cambian radicalmente, aparece una vecina adolescente que dice necesitar su horno, y un repartidor de pizzas que discute con ellos por el tiempo de entrega.
Los cuatro, entrampados en una situación absurda dentro del departamento, tratan de desarrollar sus respectivas rutinas, pero terminan entablando relaciones personales al expresar sus conflictos internos. En este viaje los mismos personajes descubren cosas de sí mismos que no sabían que estaban ahí.
Flama debe decidir con cuál de sus padres vivirá después de su divorcio. Moko teme perder a su amigo, Flama, por el cual cree tener sentimientos más profundos. La vecina es una jovencita ignorada por su familia, aun en el día de su cumpleaños. El repartidor de pizzas mantiene un trabajo que le resulta frustrante para poder ayudar a su familia.
Un pastel improvisado, elaborado por accidente con marihuana, hace salir sentimientos hasta entonces ocultos en cada uno de los personajes, mientras todos observan pasmados el cuadro Temporada de patos, colgado en una de las paredes del departamento.

## Sobre el título
El título de la película hace referencia a un cuadro colgado en la sala del departamento: unos patos volando sobre un lago. Al verlo, el repartidor de pizzas les cuenta que los patos vuelan en formación de V con el fin de apoyarse mutuamente, cortando el aire y rotándose de posición para evitar el cansancio.
Otra explicación del título deriva del dicho popular “El pato tirándole a las escopetas”, que se refiere a los cuestionamientos hechos por los personajes hacia las figuras de autoridad en sus vidas (padres y jefes).
Una opción más es la frase popular: "Hacerse pato", la cual hace referencia a una persona desobligada o exenta de ocupaciones, sin fruto ni provecho, una persona ociosa.

## Comentarios
Este filme ocupa el lugar 33 dentro de la lista de las 100 mejores películas del mexicanas, según la opinión de 27 críticos y especialistas del cine en México, publicada por el portal Sector Cine en junio de 2020.